# Nuttall Ornithological Club
Le Nuttall Ornithological Club est une association américaine d'ornithologistes fondée en 1873. Son nom est un hommage à Thomas Nuttall (1786 – 1859), botaniste et zoologiste britannique qui a travaillé aux États-Unis entre 1808 et 1842.
Le Nuttall Ornithological Club est une des plus anciennes sociétés d'ornithologie aux États-Unis. Son siège est à l'université Harvard (Massachusetts), où ont lieu les conférences. Son but principal est la publication d'ouvrages. La société est un club qui réunit des spécialistes, contrairement aux associations de passionnés des oiseaux à large public comme la National Audubon Society. Les candidats membres sont présentés par deux parrains et ils sont admis après un vote.
Au cours du temps, la société a réuni les plus grands noms de l'ornithologie américaine, comme Ernst Mayr, Roger Tory Peterson, Ludlow Griscom. Plusieurs de ses membres sont à l'origine de la popularisation de l'observation ornithologique (en anglais birdwatching : observation d'oiseaux) qui réunit des millions d'amateurs dans les pays anglo-saxons et ailleurs.

## Source
- Site internet officiel du club (Wikipedia en langue anglaise ne possède pas d'article à ce nom).